# Sebokeng
Sebokeng est un township d'Afrique du Sud, situé dans le sud de la province du Gauteng. Il est rattaché administrativement depuis 2000 à la municipalité locale d'Emfuleni au sein du district de Sedibeng.
Au recensement de 2011, Sebokeng totalisait 218 515 habitants.

## Personnalités liées à la commune
- Thando Hopa (née en 1989), mannequin atteinte d'albinisme, est née à Sebokeng.